# Калниш Валерій Валерійович
Калниш Валерій Валерійович (нар. 30 вересня 1976, Запоріжжя, УРСР) — український журналіст, в минулому — головний редактор газети «Коммерсантъ Украина», «РБК-Україна», «Радио Вести» та Радіо «НВ».

## Життєпис

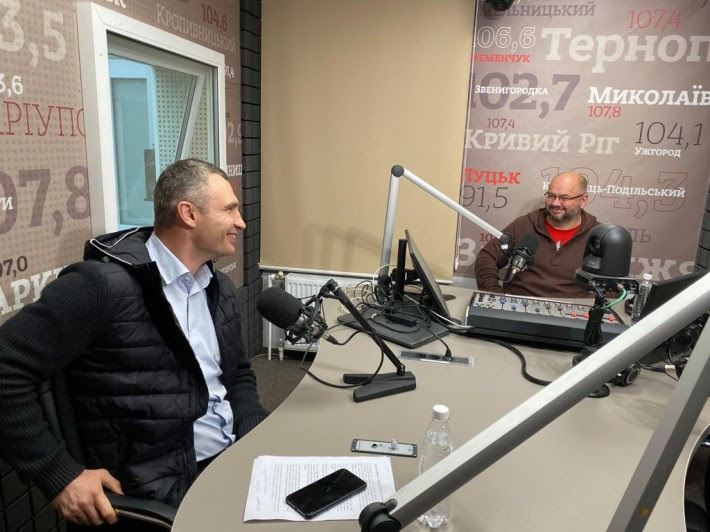
Калниш у ефірі з мером Києва Віталієм Кличком (2019)

Народився 30 вересня 1976 року у Запоріжжі. Закінчив СШ № 100 і Запорізький університет.
З 2005 по 2014 рік працював у газеті «Коммерсантъ Украина», пройшовши шлях від кореспондента до головного редактора.
З 6 серпня 2015 року працював головним редактором «Радио Вести».
З вересня 2016-го по червень 2017 року — головний редактор об'єднаної редакції «РБК-Україна».
З 26 вересня 2017-го по 12 березня 2018 року — головний редактор Радіо «Ера».
З 12 березня 2018-го до 15 квітня 2020 року — головний редактор Радіо «НВ».
З серпня 2020-го до 31 серпня 2023 року — ведучий на телеканалі «Прямий».
З вересня 2023 року вступив до лав ЗСУ.

### У соціальних мережах
- Калниш Валерій Валерійович у соцмережі «Facebook»